# 10709 Ottofranz
10709 Ottofranz è un asteroide della fascia principale. Scoperto nel 1982, presenta un'orbita caratterizzata da un semiasse maggiore pari a 2,5539593 UA e da un'eccentricità di 0,1889422, inclinata di 6,49863° rispetto all'eclittica.